# 拟锯体属
拟锯体属（学名：Prionosomoides）为棘口科的一个属。

## 下属物种
本属包括以下物种：
- 台湾拟锯体吸虫 Prionosomoides taiwanensis Fischthal & Kuntz, 1975